# 이곡역
이곡역(Igok station, 梨谷驛)은 대구광역시 달서구 이곡1동에 있는 대구 도시철도 2호선의 전철역이다. 이 역을 종점으로 하는 열차가 자정까지 운행되며, 열차 운행이 종료 된 후 문양역으로 회송하여 주박한 후 다음 날 아침에 문양역에서 이곡역으로 회송하여 운행한다.

## 특징
주변에 언덕길이 있어서 지대가 조금 높으며, 심도 32.5m로 대구 도시철도의 지하역들 중에서 가장 심도가 깊은 역이다. 지하 4층 구조로 되어있다.
문양행 막차가 떠난 이후 이후 이 역을 종점으로 하는 열차가 자정까지 운행되며, 열차 운행이 종료 된 후 문양역으로 회송하여 주박한 후 다음 날 아침에 문양역에서 이곡역으로 회송하여 운행한다. 
달서아트센터가 인근에 있어 안내방송에서 언급하나, 실제로 이곡역에서 달서아트센터까지의 거리는 1.3km로 매우 멀리 떨어져 있으며,달서아트센터는 오히려 용산역 3번 출구에서 더 가깝고 갈 수 있는 시내버스 노선들도 모두 용산역에서만 있다.
이곡1동 소재지만 이곡1동과 용산2동, 장기동과의 경계에 역이 걸쳐 있기 때문에, 이곡1동의 중심가나 이곡2동으로 이동하고 싶으면 성서산업단지역에서 하차해야 한다.

## 역명의 유래
옛날에 이 지역에 배나무가 많이 자라고 있어서 배실이라고 불렸으며 이후 행정구역 개편으로 ‘이곡동’이라고 불렸다. 역명과 달리 이곡1동과 용산2동의 경계상에 위치해 있고, 실제 이곡동의 중심가는 성서네거리의 성서산업단지역 인근이다.

## 역 구조
1면 2선의 하얀색 기둥의 곡선 섬식 승강장이 있는 지하 역이다. 출구는 6개가 설치되어 있고, 이곡동과 용산동에 걸쳐 있다. 스크린도어가 설치되어 있다. 이 
역은 열차와 승강장 사이의 단차가 있으나 발빠짐 안내방송은 안한다

## 역사
- 2005년 10월 18일 : 대구 도시철도 2호선 개통과 함께 영업 개시
- 2016년 10월 14일 : 스크린도어 설치

### 승강장
| 성서산업단지 ↑ |
| 하 상 \|       |
| ↓ 용산         |

| 상행 | ● 대구 도시철도 2호선 | 대실·계명대·문양 방면   |
| 하행 | ● 대구 도시철도 2호선 | 반월당·범어·영남대 방면 |

- 승강장에서 반대 방향 열차로 갈아탈 수 있다.

## 역 주변
| 나가는 곳 | 방면                                                                                                  |
| --------- | --- |
| 1         | 이곡1동행정복지센터 성서파출소 성서주공4단지(성서타운) 대구성서초등학교                               |
| 2         | 갈산동 성서산업단지                                                                                   |
| 3         | 장기동 장기공원 달서구첨단문화회관                                                                    |
| 4         | 대구성지초등학교 성서주공6단지(성서뜨란채) 성서주공6-1단지(금빛마을) 성서주공8단지(성지타운) 보람타운 |
| 5         | 성서평화타운 성서주공7단지(세븐하이츠) 영남우방타운                                                   |
| 6         | 대구지방조달청 성서와룡타운 성서2차화성타운 성지중학교 이곡생수공원 달서구립성서도서관                |

## 승차량 변동
| 노선  | 승차 인원 | 승차 인원 | 승차 인원 | 승차 인원 | 승차 인원 | 승차 인원 | 승차 인원 | 승차 인원 | 승차 인원 | 승차 인원 | 승차 인원 | 승차 인원 | 승차 인원 | 주석 |
| 노선  | 2005년    | 2006년    | 2007년    | 2008년    | 2009년    | 2010년    | 2011년    | 2012년    | 2013년    | 2014년    | 2015년    | 2016년    | 2017년    | 주석 |
| ----- | --------- | --------- | --------- | --------- | --------- | --------- | --------- | --------- | --------- | --------- | --------- | --------- | --------- | ---- |
| 2호선 | 3,904     | 4,400     | 4,317     | 4,468     | 4,463     | 4,605     | 4,730     | 4,795     | 4,802     | 4,781     | 4,769     | 4,805     |           |      |

## 인접한 역
| 대구 도시철도 2호선        | 대구 도시철도 2호선   | 대구 도시철도 2호선  |
| -------------------------- | --------------------- | -------------------- |
| 221 성서산업단지 문양 방면 | ● 대구 도시철도 2호선 | 223 용산 영남대 방면 |